# 裴有庥
裴有庥（越南语：／；1880年—1937年），越南阮朝官員。

## 生平
裴有庥是承天府香茶縣安寧總安寧上社（今屬承天順化省順化市香龍坊安寧上村）人，嗣德三十三年（1880年）出生，弟弟裴有庶是同科副榜。維新三年（1909年），裴有庥參加承天場鄉試，考中舉人。啟定四年（1919年），會試中格，庭試考中三甲同進士出身。曾任德普訓導，中進士後欽賜入閣，任內閣郎中。